# 6326 Idamiyoshi
6326 Idamiyoshi eller 1991 FJ1 är en asteroid i huvudbältet, som upptäcktes den 18 mars 1991 av den japanske amatörastronomen Atsushi Sugie i Dynic-observatoriet. Den är uppkallad efter läraren Miyoshi Ida.
Asteroiden har en diameter på ungefär 6 kilometer och den tillhör asteroidgruppen Eunomia.